# Kobojango
Kobojango est une ville du Botswana.